# Sodingen (Herne)

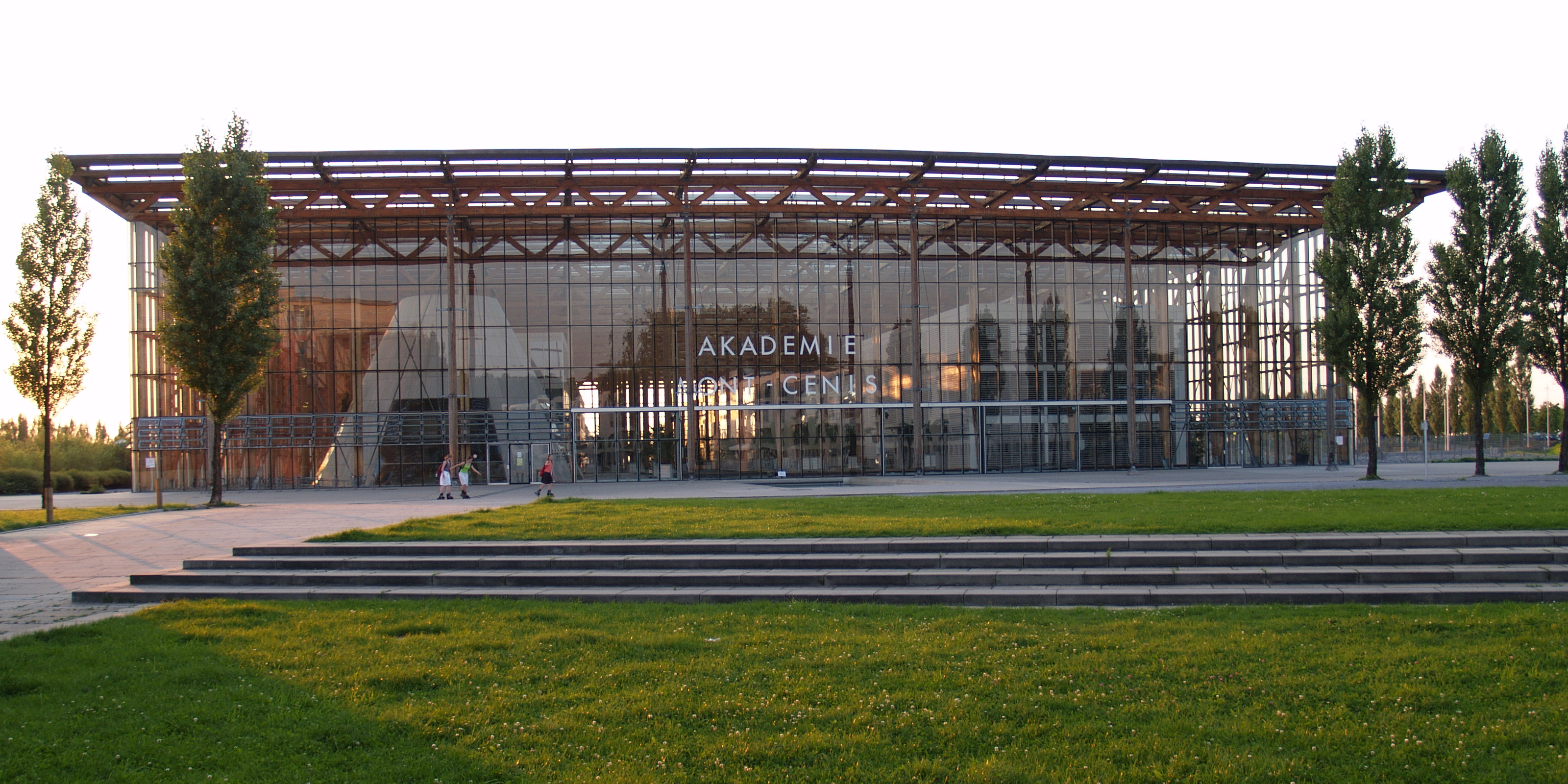
Akademie Mont-Cenis in Sodingen

Sodingen ist ein Stadtteil von Herne, in dem 11.638 Personen wohnen (Dezember 2019). Er zählt zum Stadtbezirk Herne-Sodingen. Zu ihm gehört auch die ehemalige Bauerschaft Gysenberg.

## Geschichte
Sodingen wurde erstmals um 1150 als de Sothinkge im Urbar der Reichsabtei Werden erwähnt. 1293 erscheint urkundlich ein Everhardus de Sodinge und 1315 ein Adam dictus de Sodinge. Ihnen gehörte das ehemalige Rittergut Haus Sodingen. Ritter Adam verkaufte 1313 sein Gut Renninckhusen an das Stift Elsey.
Sodingen gehörte im Spätmittelalter und der Frühen Neuzeit in eigener Bauerschaft zum Kirchspiel und Gericht Castrop zur Grafschaft Mark. Laut dem Schatzbuch der Grafschaft Mark von 1486 hatten die 16 Steuerpflichtigen in der Bauerschaft zwischen 1 und 6 Goldgulden an Abgabe zu leisten. Darunter der Schult van Gysenberg und der Schult van Puppinckhusen. Im Jahr 1705 waren in der Baurschafft Sodingen 7 Steuerpflichtige mit Abgaben an die Rentei Bochum im Kataster verzeichnet. 1716 war Johann Conrad Freiherr von Strünckede u. a. Gerichtsherr in Sodingen.
Die Deutung des Ortsnamens kann mit das zu Sötho Gehörende oder Stelle, an der es eine Quelle/einen Brunnen gibt umschrieben werden.
Am 30. Mai 1913 wurde die Gemeinde Giesenberg-Sodingen (auch Giesenberg genannt) amtlich in Sodingen umbenannt. Die Eingemeindung nach Herne erfolgte am 1. April 1928. Das Amt Sodingen gehörte damals zum Landkreis Dortmund.

## Bevölkerung
Zum 31. Dezember 2019 lebten 11.638 Einwohner im Ortsteil Sodingen, davon 5.547 Einwohner im statistischen Bezirk Sodingen-Kern, 4.323 Einwohner im statistischen Bezirk Sodingen-Süd und 1.768 Einwohner im statistischen Bezirk Constantin.

### Sodingen-Kern
Struktur der Bevölkerung im statistischen Bezirk Sodingen-Kern im Jahr 2019:
- Bevölkerungsanteil der unter 18-Jährigen: 16,2 % (Herner Durchschnitt: 16,0 %)[9]
- Bevölkerungsanteil der mindestens 65-Jährigen: 21,6 % (Herner Durchschnitt: 21,8 %)[10]
- Ausländeranteil: 14,9 % (Herner Durchschnitt: 18,7 %)[11]
- Arbeitslosenquote: 7,5 % (Herner Durchschnitt: 7,9 %)[12]

### Sodingen-Süd
Struktur der Bevölkerung im statistischen Bezirk Sodingen-Süd im Jahr 2019:
- Bevölkerungsanteil der unter 18-Jährigen: 18,5 % (Herner Durchschnitt: 16,0 %)[9]
- Bevölkerungsanteil der mindestens 65-Jährigen: 19,6 % (Herner Durchschnitt: 21,8 %)[10]
- Ausländeranteil: 21,1 % (Herner Durchschnitt: 18,7 %)[11]
- Arbeitslosenquote: 5,7 % (Herner Durchschnitt: 7,9 %)[12]

### Constantin
Struktur der Bevölkerung im statistischen Bezirk Constantin im Jahr 2019:
- Bevölkerungsanteil der unter 18-Jährigen: 11,8 % (Herner Durchschnitt: 16,0 %)[9]
- Bevölkerungsanteil der mindestens 65-Jährigen: 24,8 % (Herner Durchschnitt: 21,8 %)[10]
- Ausländeranteil: 3,0 % (Herner Durchschnitt: 18,7 %)[11]

## Kultur

### Bauwerke
Die neugotische Kirche St. Peter und Paul wurde 1902 bis 1903 errichtet.
Ebenfalls erwähnenswert ist die Kirche St. Johannis in der Mont-Cenis-Straße, der ein Kindergarten, ein Gemeindezentrum und das Pfarramt angeschlossen sind. 
Das historische Gotteshaus wurde im Jahr 2009 von dem Essener Spezialbaubetrieb Schultheis umfassend saniert.

### Vereine
Zum Vereinsleben von Sodingen zählen unter anderem der Sport-Verein von 1912 Sodingen, Schachklub Herne-Sodingen 1924 und Arminia Sodingen 1926.

## Persönlichkeiten
- Hans Schwake (1904–1979), Berghauptmann in Dortmund und Bonn